# Rodrigo Gijón
Rodrigo Misael Gijón Montenegro (Antofagasta) es un actor, guionista y dramaturgo chileno.

## Carrera
Estudió su educación básica y media en el Liceo Experimental Artístico de Antofagasta, para luego mudarse a Santiago y egresar de la carrera de teatro de la Pontificia Universidad Católica de Chile. Obtuvo un post título en la Escuela Internacional de Cine y Televisión, San Antonio de los Baños, La Habana, Cuba. 
Ha trabajado como guionista de variados programas de televisión de entretención y humor como Los Venegas, De Chincol a Jote, Teatro en Chilevisión, Infieles, Cesante, Familia Moderna y otras. También como guionista y asesor creativo de Stefan Kramer.
Como actor su rol más emblemático es el personaje Haroldo "Pink" Zuloaga, de la serie de televisión Los Venegas, donde participó entre 1990 y 2008 como el exnovio y mejor amigo de "Paolita" interpretada por Carolina Marzán. En el cine destaca su participación en el clásico de culto Caluga o menta de 1990.
Estuvo casado con la actriz Adriana Vacarezza con quien tuvo un hijo llamado Juan Daniel Gijón Vacarezza, nacido en 1983.

## Filmografía

### Cine
- Caluga o menta (1990)
- Chile Puede (2008)

### Series de Televisión
- Noche de Juegos
- Loco por ti
- El cuento del tío
- El día menos pensado
- Los Venegas
- Raspando la olla
- Los archivos del cardenal